# Assassinats et terrorisme en Iran
En Iran, de nombreux civils, hommes, femmes et enfants, des responsables gouvernementaux, des militants, des intellectuels, des laïcs et des religieux ont été victimes d'assassinats, de terrorisme ou de violences contre des non-combattants au cours de l'histoire iranienne moderne.
Plusieurs premiers ministres, un président et des ministres iraniens ont été assassinés par des groupes militants au cours du XXe siècle. Parmi les victimes notables figurent les premiers ministres Hassan Ali Mansour puis Mohammad Javad Bahonar, Chapour Bakhtiar, Amir Abbas Hoveida, Abdolhossein Hajir et Haj Ali Razmara ; le président Mohammad Ali Radjaï ; le chef du pouvoir judiciaire Mohammad Beheshti ; le commandant en chef de l'armée, Ali Sayad Shirazi et le ministre du Travail, Dariush Forouhar.
En 1978, l'incendie du cinéma Rex et les assassinats en chaîne des années 1990 comptent parmi les actes de terrorisme les plus notables.
Après 1979, assassinat de plusieurs anciens hauts gradés de l'armée iranienne (du Chah), réfugiés à Paris par le régime islamique d'Iran. Par la suite pendant de nombreuses années, assassinats de nombreux opposants laïques et patriotes iraniens en France et en Allemagne sans que la police de ces pays puissent retrouver les assassins par exemple le professeur d'université à Paris X - Nanterre Kasra Vafadari en 2005. Le chanteur écrivain et intellectuel iranien célèbre de l'époque du Chah Fereydoun Farrokhzad en 1992 à Bonn[Où ?] en Allemagne.

## Attaques sur des Iraniens

### Assassinats à l'ère Qajar
Shah Mohammad Khan Qajar a été assassiné en 1797 dans la ville de Suse (Chouchi), capitale du khanat du Karabakh, après environ seize ans au pouvoir. Bien que l'assassinat de Mohammad Khan Qajar puisse être considéré comme faisant partie de l'ancienne pratique d'intrigue de palais, ou motivé simplement par la peur et/ou la vengeance, l'assassinat de Shah Nasser al-Din le 1er mai 1896 est plus conforme au phénomène moderne du terrorisme comme outil d'un mouvement politique. Nasser al-Din a été abattu par Mirza Reza Kermani, disciple de Djemâl ad-Dîn al-Afghâni, l'un des premiers défenseurs du panislamisme moderne. Al-Afghani aurait déclaré à propos de l'assassinat : « Ce fut certainement une bonne action de tuer ce tyran sanguinaire. ».

### Fedayin de l'Islam
Fedayin de l'Islam (Fadayan-e Islam) était une société secrète fondamentaliste islamique fondée en 1946 en Iran par "un étudiant en théologie charismatique", nommé Navvab Safavi. Safavi a cherché à "purifier l'Islam" en Iran en le débarrassant de "la corruption d'individus" au moyen d'assassinats soigneusement planifiés de certaines personnalités intellectuelles et politiques de premier plan. Parmi ses cibles à la fin des années 1940 et au début des années 1950, on trouve l'écrivain laïciste Ahmad Kasravi, l'ancien Premier ministre Abdul Hussein Hazhir, le ministre de l'Éducation et de la Culture Ahmad Zangeneh et le Premier ministre Haj Ali Razmara. L'influence et le succès des groupes ont été tels qu'il a pu utiliser ses puissants sympathisants cléricaux pour libérer ses assassins de toute punition. Au milieu des années 1950, après la consolidation du pouvoir du Shah, le groupe est supprimé et Safavi exécuté. Le groupe a survécu en tant que partisans de l'ayatollah Khomeini et de la révolution islamique en Iran.

### Incendie du cinéma Rex en 1978
Le 19 août 1978, en pleine révolution iranienne, plus de 420 personnes sont tuées lors de l'incendie du cinéma Rex à Abadan, en Iran, lors de la projection du film The Deer (1974) de Massoud Kimiai. Il a finalement été découvert que des militants islamiques avaient incendié le cinéma,,,.

### Les attaques des Moudjahidines du peuple
Les moudjahiddines du peuple d'Iran (également appelés Moudjahidin-e-Khalq, MeK ou MKO) sont une organisation de guérilla islamiste anti-cléricale considérée par le gouvernement iranien comme une organisation terroriste.
Le 28 juin 1981 à Hafte Tir, des bombes lancées par le MeK tuent 70 hauts responsables du parti de la République islamique, dont le président du tribunal, Mohammad Beheshti, qui était le deuxième plus haut responsable après l'ayatollah Khomeini à l'époque. Deux ans après la révolution islamique en Iran, le MeK a fait exploser des bombes au siège du parti de la République islamique, aujourd'hui dissout.
Deux mois plus tard, le 30 août 1981, à Téhéran, le MeK fait exploser une autre bombe dans le bureau du président, tuant le président Rajai et le premier ministre Mohammad Javad Bahonar. Leurs attaques n'ont pas réussi à renverser le gouvernement de la République islamique d'Iran.
Les attaques perpétrées par les Moudjahiddin-e-Khalq ou supposées l'avoir été comprennent également :

#### Assassinat de Asadollah Lajevardi en 1998
Le 23 août 1998, deux membres de Moudjahidin e Khalq ont assassiné Asadollah Lajevardi, procureur et directeur de la prison d'Evin, ainsi que son frère et un passant.

#### Assassinat d'Ali Sayad Shirazi en 1999
Le 10 avril 1999 à 6 h 45, heure locale, le brigadier général Ali Sayad Shirazi, chef d'état-major adjoint de l'armée régulière de la République islamique et conseiller militaire du guide suprême de l'Iran, a été assassiné devant son domicile alors qu'il partait pour le travail. Les moudjahiddines du peuple d'Iran ont revendiqué l'assassinat de Sayyad Shirazi, se vengeant de son rôle de commandant des forces terrestres iraniennes dans le cadre de l'opération Mersad contre l'OMPI,.

### Les meurtres à la chaîne de 1998
Depuis la fondation de la République islamique, les dissidents iraniens se sont plaints d'assassinats non résolus et de disparitions d'intellectuels et de militants politiques critiques à l'égard du système de la République islamique. En 1998, ces plaintes ont atteint leur paroxysme après l'assassinat de trois écrivains dissidents et du chef politique Dariush Forouhar et de son épouse, Parvaneh Forouhar (en), en l'espace de deux mois, dans ce que l'on appelle désormais les meurtres à la chaîne (en) (ou meurtres en série) de 1998,,. Le responsable adjoint de la sécurité du ministère de l'Information, Saeed Emami, a été arrêté pour les meurtres et s'est suicidé par la suite, bien que beaucoup pensent que des responsables de haut niveau sont responsables des meurtres. Selon Iranterror.com, "il était largement admis que [Emami] avait été assassiné afin d'empêcher la divulgation d'informations confidentielles sur les opérations du ministère du Renseignement et de la Sécurité, qui auraient compromis l'ensemble des dirigeants de la République islamique".

### Les attaques des extrémistes talibans et sunnites

#### Bombardement de Mashhad en 1994
Le 20 juin 1994, l'explosion d'une bombe dans une salle de prière du sanctuaire de l'imam Reza à Mashhad tue au moins vingt-cinq personnes. Le gouvernement iranien a officiellement accusé les Moudjahidin-e-Khalq de l'incident visant à éviter un conflit sectaire entre chiites et sunnites. Le 27 mars 1995, le quotidien pakistanais The News International rapportait que « des enquêteurs pakistanais ont identifié un fanatique religieux de 24 ans, Abdul Shakoor, résidant à Lyari à Karachi, comme un important associé pakistanais de Ramzi Yousef. Abdul Shakoor a eu des contacts intimes avec Ramzi Ahmed Yousef et était responsable de l'explosion à la bombe massive du 20 juin 1994 contre le sanctuaire Imam Ali Reza à Mashhad. ». Selon le Jamestown Foundation Terrorism Monitor, « un rapport rédigé par le ministère [iranien] du renseignement en octobre 1994 a identifié les coupables comme étant des membres du groupe pakistanais Lashkar-e-Jhangvi, l'organisation sœur de Sipah-e-Sahaba. ».

#### Assassinats de Mazar-i-Sharif en 1998
Le 8 août 1998, les talibans, assistés par Al-Qaïda, ont attaqué la ville afghane de Mazar-i-Sharif, tuant onze diplomates et journalistes iraniens, ainsi que des milliers de civils afghans, dans le cadre de cette attaque qualifiée de takfir contre des chiites.

Le fait que l'ISI du Pakistan ait garanti leur sécurité est encore plus exaspérant pour l'Iran. 
 Téhéran avait précédemment contacté le gouvernement pakistanais pour garantir la sécurité de leur consulat, car les Iraniens savaient que des officiers de l'ISI avaient conduit à Mazar avec les Taliban. Les Iraniens avaient pensé que l'unité de Dost Mohammed avait été envoyée pour les protéger et les avaient d'abord accueillis... Au début, les talibans ont refusé de dire où se trouvaient les diplomates, mais à mesure que les protestations internationales et la colère iranienne s'intensifiaient, ils ont admis que les diplomates avaient été tués, non sur ordre officiel, mais par des talibans renégats. Des sources fiables ont toutefois indiqué que Dost Mohammed avait parlé au mollah Omar de son réseau sans fil pour lui demander si les diplomates devaient être tués et Omar avait donné son feu vert. " 
 L'Iran était également mécontent du manque de soutien des pays occidentaux, en particulier des États-Unis, qui considéraient l'Iran comme un ennemi. Se référant à l'attaque, le guide suprême iranien Khamenei a affirmé que "ni les Américains ni les Européens, qui poursuivent actuellement des agents d'Al-Qaïda en tant que membres de l'organisation terroriste la plus dangereuse, n'ont manifesté la moindre réaction".
Les talibans auraient également soutenu "en secret" des groupes iraniens anti-régime. Ces groupes ont reçu des armes et un soutien des talibans et "les Iraniens étaient convaincus que les Pakistanais les parrainaient également". Le groupe a cherché à renverser le gouvernement iranien chiite, alors que l'Iran était en très grande majorité chiite.
L'Iran a réagi aux meurtres en mettant ses forces en alerte et en déplaçant des troupes à la frontière afghane, même si les tensions allaient s'estomper.

#### Jundallah (depuis 2003)
Jundallah, une organisation d'insurgés sunnites islamistes balochs basée au Baloutchistan, affirme se battre pour les droits des sunnites en Iran. Ce groupe a été identifié comme une organisation terroriste par l'Iran et le Pakistan et beaucoup pensent qu'il est lié à Al-Qaïda. On pense aussi qu'il recevra le soutien du gouvernement américain.

#### Bombardement de Zahedan en 2007
Le 14 février 2007 à 6 h 30, une voiture remplie d'explosifs s'est arrêtée devant un bus rempli de gardes de la révolution dans le district d'Ahmabad, à Zahedan, dans la province de Sistan-Baloutchistan. La voiture, garée au milieu de la route, a obligé le bus à s'arrêter. Le conducteur et les passagers de la voiture sont ensuite sortis de la voiture et ont utilisé des motos pour quitter les lieux tout en tirant sur le bus. Quelques secondes plus tard, les bombes ont explosé, tuant dix-huit gardes. Le commandant des gardes Qasem Rezaei a déclaré : « Cette opération terroriste aveugle a entraîné le martyre de 18 citoyens de Zahedan. ». Rezaei a attribué l'attaque à « des insurgés et des éléments d'insécurité ». Majid Razavi, un responsable du ministère de l'Intérieur, a déclaré que la police iranienne avait arrêté un suspect moins d'une heure après l'attentat à la bombe.
Jundallah, une organisation dont certains seraient affiliés à Al-Qaïda a revendiqué l'attaque du 15 février et affirmé qu'il s'agissait de représailles pour les exécutions des personnes accusées d'avoir perpétré les attentats d'Ahvaz. Le gouvernement iranien a arrêté cinq suspects, dont deux qui portaient des caméscopes et des grenades lors de leur arrestation, tandis que la police a tué le principal "agent" de l'attaque.
Hossein Ali Shahriari, représentant de Zahedan au parlement, a demandé de façon rhétorique : « Pourquoi notre appareil diplomatique ne confronte-t-il pas sérieusement le gouvernement pakistanais pour avoir hébergé des bandits et des ennemis du régime ? Pourquoi les responsables de la sécurité, de l'armée et de la police ne prennent-ils pas des mesures plus sérieuses ? ».

#### Attentats de Téhéran en 2001
Le 7 janvier 2001, les membres de la MeK (Organisation des moudjahiddines du peuple iranien) ont tiré cinq roquettes contre le commandement général des forces de sécurité intérieure à Téhéran, faisant plusieurs morts et blessés. Des membres du MeK ont tiré des obus de mortier sur plusieurs bâtiments du gouvernement, y compris la Cour suprême, à Téhéran le 21 janvier 2001.

### Bombardements d'Ahvaz en 2005
Les attentats à la bombe d'Ahvaz sont une série d'explosions qui ont eu lieu principalement à Ahvaz, en Iran. Les attentats à la bombe étaient liés à la répression antérieure des troubles arabes à Ahvaz, survenue plus tôt en 2005. Le premier attentat a eu lieu avant l'élection présidentielle du 12 juin. Un responsable du ministère de l'Intérieur, Mohammad Hussein Motahar, a déclaré à l'époque :
« Deux bombes ont été dissimulées dans des toilettes à l'intérieur du bâtiment du ministère du Logement et du Développement urbain et à l'Office de la construction et du génie civil. La troisième bombe a explosé devant la maison du gouverneur de la province du Khouzistan. Ces trois explosions se sont produites au centre-ville d'Ahvaz. Une autre bombe était dissimulée dans l'entrée de la maison d'un responsable de la radio et de la télévision d'État à Ahvaz. La bombe a explosé lorsque la porte a été ouverte. »

### Bombardement de Shiraz en 2008
Un attentat terroriste à l'intérieur d'une mosquée à Chiraz en avril 2008 a tué quatorze personnes, soit dix hommes, deux femmes et deux enfants. Plus de 200 personnes ont également été blessées. La responsabilité de l'attaque n'a pas été déterminée.

### Bombardement d'un convoi en 2008
Selon des reportages occidentaux, au moins quinze personnes auraient été tuées et de nombreuses autres blessées lors d'une explosion en juillet 2008 à Téhéran. Il y eut un black-out sur l'explosion en Iran et les gardiens de la révolution ont lancé une enquête sur les causes de l'explosion et sur la possibilité d'un sabotage : « un certain nombre d'explosions inexpliquées ont eu lieu ces derniers mois ». Le convoi transporterait des armes pour le Hezbollah quand il aurait explosé.

### Attentat suicide de Chabahar en 2010
L'attentat-suicide de 2010 à Chabahar a été perpétré le 14 décembre 2010 par deux kamikazes qui se sont fait exploser lors du cortège de deuil musulman chiite dans la ville côtière iranienne du sud-est de Chabahar, devant la mosquée Imam Husain. Les attentats à la bombe ont eu lieu le jour de Tasua, lorsque des musulmans chiites se sont réunis pour commémorer le martyre de Husayn ibn Ali, le petit-fils de Mahomet. L'attentat à la bombe a tué au moins 38 personnes.

### Assassinats de scientifiques de 2010 à 2012
Quatre scientifiques nucléaires iraniens ont été assassinés entre 2010 et 2012 et un cinquième a été blessé lors d'une tentative d'assassinat manquée. Le gouvernement iranien a accusé Israël d'avoir commis ces attaques, affirmation qu'Israël a rejetée.

### Attaques de 2017 à Téhéran
Le 7 juin, de multiples attentats ont été signalés dans la capitale iranienne, Téhéran, notamment une fusillade au parlement iranien et un attentat-suicide au mausolée de l'ayatollah Khomeiny. Les attaques semblent avoir été coordonnées,. La dernière attaque terroriste majeure en Iran a été l'attentat suicide de Chabahar en 2010.

### Attaque d'Ahvaz en 2018
Le 22 septembre 2018, un défilé militaire a été attaqué à Ahvaz, une ville du sud-ouest de l'Iran,.

### Attentat suicide de Chabahar en 2018
Le 6 décembre 2018, un kamikaze a fait exploser sa voiture près d'un poste de police, tuant deux policiers et en blessant des dizaines d'autres,.

### Attentats de Kerman en 2024
Le 3 janvier 2024, des attentats à la bombe font une centaine de morts à Kerman, lors de commémorations près de la tombe du général Qassem Soleimani, mort quatre ans plus tôt.